# Südschwarzwald-Radweg
Der Südschwarzwald-Radweg ist ein 264 Kilometer langer Radwanderweg rund um den Naturpark Südschwarzwald in Baden-Württemberg (mit Abstechern in die Petite Camargue im Elsass und in die Nordwestschweiz bei Basel). Die Radweglänge beträgt insgesamt 264 Kilometer, die Varianten haben eine Länge von 69 km. Die Route verläuft überwiegend auf asphaltierten oder sonst gut ausgebauten land- und forstwirtschaftlichen Wegen und erfordert etwa drei bis vier Tagesetappen. Wenn man den Ausgangspunkt auf 885 Meter Meereshöhe mit dem Zug von Freiburg im Breisgau aus anfährt, was 25 Kilometer Strecke und 500 Höhenmeter erspart, weist der Rundweg kaum Höhenanstiege auf, sondern geht meist leicht bergab. Der Einstieg ist aber prinzipiell überall möglich.

## Route

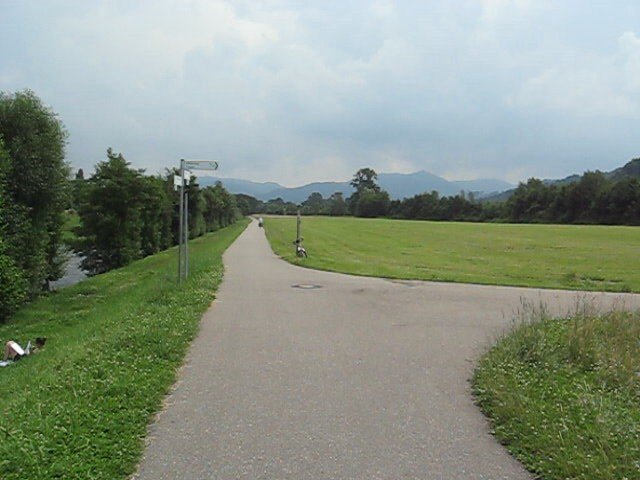
Südschwarzwald-Radweg bei Freiburg

Der eigens ausgeschilderte Weg startet in Hinterzarten im Hochschwarzwald und verläuft immer im Uhrzeigersinn, zunächst ins Tal der Wutach über Titisee-Neustadt, Lenzkirch, Bonndorf, Wutach, Stühlingen, Eggingen bis Wutöschingen. Hier mündet der Weg ins Tal des Hochrhein und führt diesen entlang weiter über Lauchringen, Waldshut-Tiengen, Dogern, Albbruck, Laufenburg (Baden), Murg, Bad Säckingen, Wehr, Schwörstadt nach Rheinfelden (Baden). 
Von Rheinfelden aus ist eine etwas hügeligere Variante auf deutschem Staatsgebiet über den Dinkelberg nach Lörrach, Binzen, Rümmingen, Schallbach und Kandern und Schliengen nach Bad Bellingen möglich. Ansonsten geht es weiter am Hochrhein über die alte Rheinbrücke in die Schweiz nach Rheinfelden AG, Kaiseraugst, Pratteln, Muttenz und Birsfelden bis nach Basel. Von dort macht der Weg einen Schlenker in das französische Huningue (Petite Camargue) und über die Dreiländerbrücke wieder zurück ins deutsche Markgräflerland, angefangen von Weil am Rhein, über Efringen-Kirchen, Bad Bellingen, Neuenburg am Rhein, Müllheim, Buggingen, Heitersheim, Bad Krozingen, Ehrenkirchen, Pfaffenweiler, Schallstadt und Ebringen bis nach Freiburg im Breisgau. 
Per Rad oder mit dem Zug kann man das Tal der Dreisam entlang und durchs Höllental über Kirchzarten und Oberried wieder hinauf zum Ausgangspunkt Hinterzarten zurückkehren.